# Max Streibl
Max Balthasar Streibl, né le 6 janvier 1932 à Oberammergau et mort le 11 décembre 1998 à Munich, est un homme politique allemand membre de l'Union chrétienne-sociale en Bavière (CSU).
Fonctionnaire bavarois, il a présidé la fédération de la Junge Union (JU) en Bavière au cours des années 1960, avant de devenir secrétaire général de la CSU en 1967, sous la présidence de Franz Josef Strauß. Il entre au Landtag de Bavière en 1962, et au gouvernement régional huit ans plus tard en tant que ministre régional de l'Environnement, étant le premier à occuper ce poste. En 1977, il est nommé ministre des Finances, avant d'être promu Vice-ministre-président en 1988.
Il succède quelques mois plus tard à Franz Josef Strauß, décédé à la surprise générale, au poste de ministre-président du Land de Bavière, conduisant deux ans plus tard la CSU à une victoire sans conteste aux élections législatives bavaroises. Malgré sa confortable réélection, il est fortement critiqué au sein du parti, notamment pour son manque de charisme. Il est par la suite mis en cause dans une affaire de corruption par des industriels, qui l'amène à démissionner en 1993.
Il se retire ensuite de la vie politique et intègre le monde des affaires jusqu'à sa mort, qui survient en 1998.

## Éléments personnels

### Formation et carrière
Il passe son Abitur au gymnasium bénédictin de l'abbaye d'Ettal, puis entre à l'université de Munich, où il accomplit des études supérieures de droit et de sciences économiques. En 1955, il intègre la fonction publique et travaille dans un premier temps comme secrétaire à la préfecture de l'arrondissement de Garmisch-Partenkirchen ainsi qu'au Bundesrat, à Bonn.
Il devient juriste auprès de l'administration du district de Haute-Bavière en 1960, avant de rejoindre un an plus tard les services de la chancellerie régionale de Bavière.
Après la fin de sa carrière politique, il se lance dans le monde des affaires en intégrant divers conseils d'administration et autres conseils de surveillance.

### Vie privée
Fils d'un couple d'hôteliers, il était de religion catholique et, à ce titre, membre de l'ordre équestre du Saint-Sépulcre de Jérusalem. Il s'est marié en 1960 avec Irmingard Junghans, et le couple a eu par la suite deux fils et une fille. Son fils Florian, né en 1963, a été élu en 2008 député de Haute-Bavière au Landtag de Bavière sur la liste des Électeurs libres (FW), un  groupement politique de citoyens n'ayant pas le statut de parti.
Il est décédé d'une crise cardiaque le 11 décembre 1998 et repose désormais au cimetière d'Oberammergau.

## Parcours politique

### Vie militante
En 1957, il adhère à l'Union chrétienne-sociale en Bavière (CSU), et participe à la fondation de la fédération du parti en Haute-Bavière. Il est élu quatre ans plus tard président de la Junge Union (JU), organisation de jeunesse de la CDU/CSU, en Bavière, et occupe ce poste six ans.
Il est nommé secrétaire général du parti en 1967 par son président, Franz Josef Strauß, puis en prend la direction dans le district de Haute-Bavière en 1970. Il renonce à son premier poste dès l'année suivante.

### Activité institutionnelle

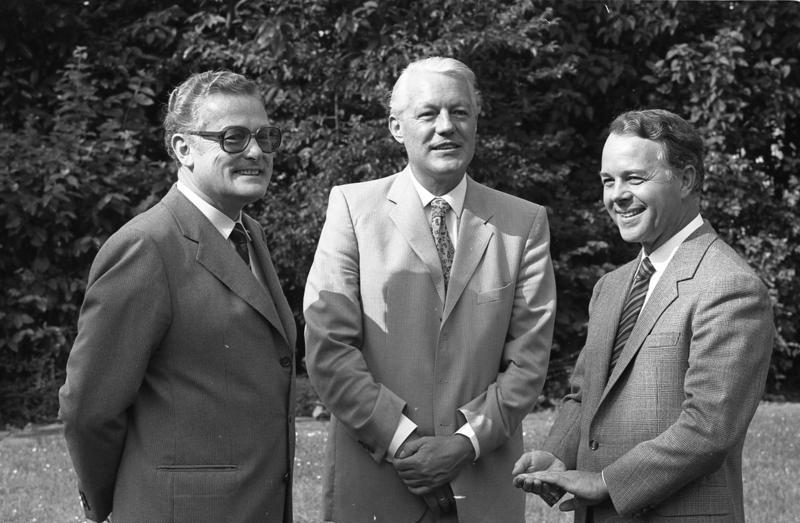
M. Streibl (gauche), Gerhard Stoltenberg et Ernst Albrecht en 1981.

Il est élu député au Landtag de Bavière en 1962, année où la CSU, sous la direction de Strauß et de son chef de file électoral, Alfons Goppel, remporte la première de ses onze majorités absolues consécutives. Huit ans plus tard, le 8 décembre 1970, il est choisi par Goppel, devenu ministre-président, comme ministre du Développement régional et des Questions environnementales, étant le premier titulaire de ce poste en Bavière et l'un des premiers à diriger un département ministériel consacré à la protection de l'environnement en Allemagne de l'Ouest.
À l'occasion d'un important remaniement ministériel organisé le 26 mai 1977 par Goppel, il est promu au poste de ministre des Finances. Reconduit à ce poste par Franz Josef Strauß lorsque celui-ci est investi ministre-président le 6 novembre 1978, il est désigné par ce dernier pour occuper les fonctions de Vice-ministre-président, et ainsi le suppléer en cas de vacance à la tête du gouvernement bavarois.

### Ministre-président (1988 - 1993)

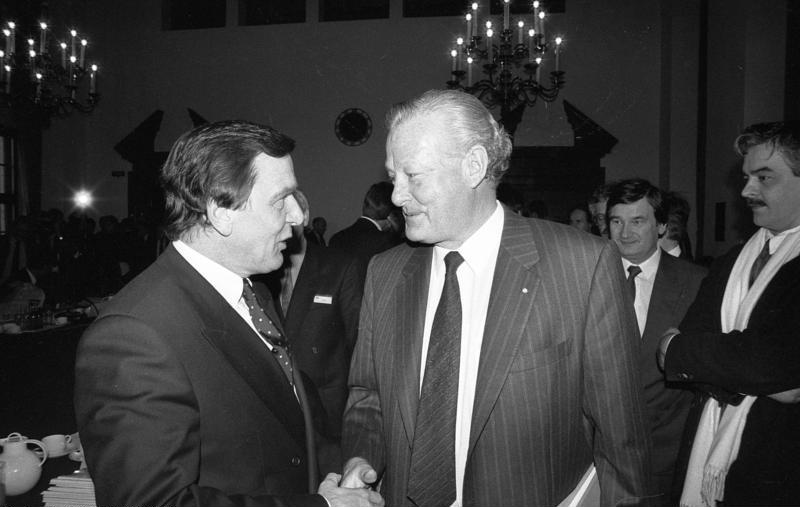
M. Streibl (droite) et Gerhard Schröder en 1990.

À la suite du décès inattendu de Strauß le 3 octobre 1988, Max Streibl devient ministre-président de Bavière, d'abord par intérim puis de façon définitive après avoir été élu par le Landtag seize jours plus tard, par 124 voix sur 193. Il mène alors une politique plus conservatrice que son prédécesseur et assure, aux élections de 1990, le maintien de sa majorité absolue en ne cédant qu'un point, à 54,9 % des voix, et un député sur 128.
À l'occasion du sommet du G8 organisé à Munich en juillet 1992, la police bavaroise, qui avait dressé un important cordon de sécurité, arrête environ cinq cents manifestants. Face aux critiques, Streibl répond qu'il s'agit là « du style bavarois ».

#### Scandales et démission
Contesté au sein de la CSU pour son manque de charisme, il est mis en cause en 1993 dans un scandale désigné sous le surnom d'« affaire Amigo », à savoir les cadeaux aussi divers que des voyages en Amérique latine, des voitures, et ainsi que les financements électoraux obtenus auprès de la société Grob Aircraft. Alors qu'il est mis en cause dans ce scandale, il continue à solliciter des faveurs auprès d'autres sociétés, dont un avion privé à la Deutsche Aerospace, qui le lui refuse.
Les critiques se renforcent lorsqu'il inaugure le bâtiment de la nouvelle chancellerie régionale, plus vaste que la Maison-Blanche et d'un coût de deux cent quarante-deux millions de Deutsche Mark. Il démissionne le 28 mai 1993, cédant sa place à Edmund Stoiber, ministre de l'Intérieur, issu de l'aile la plus conservatrice de la CSU. À la fin de son discours de démission, il lance un provocateur « Adios amigos », les larmes aux yeux. Il continue de siéger au Landtag jusqu'en 1994, puis se retire de la vie politique.